# Баб аль-Хадид
Баб аль-Хадид (араб. بَاب الْحَدِيْد‎, букв. «Железные ворота») — одни из девяти исторических ворот Старого города Алеппо. Ворота считаются одними из наиболее хорошо сохранившихся в старом Алеппо.

## История
Строительство ворот Баб аль-Хадид было начато во времена правления султана Аль-Захира Газневи, однако завершено его сыном Аль-Азиз Мухаммад ибн Гази, при котором ворота были известны под названием Баб аль-Канат (букв. «Ворота акведука»).

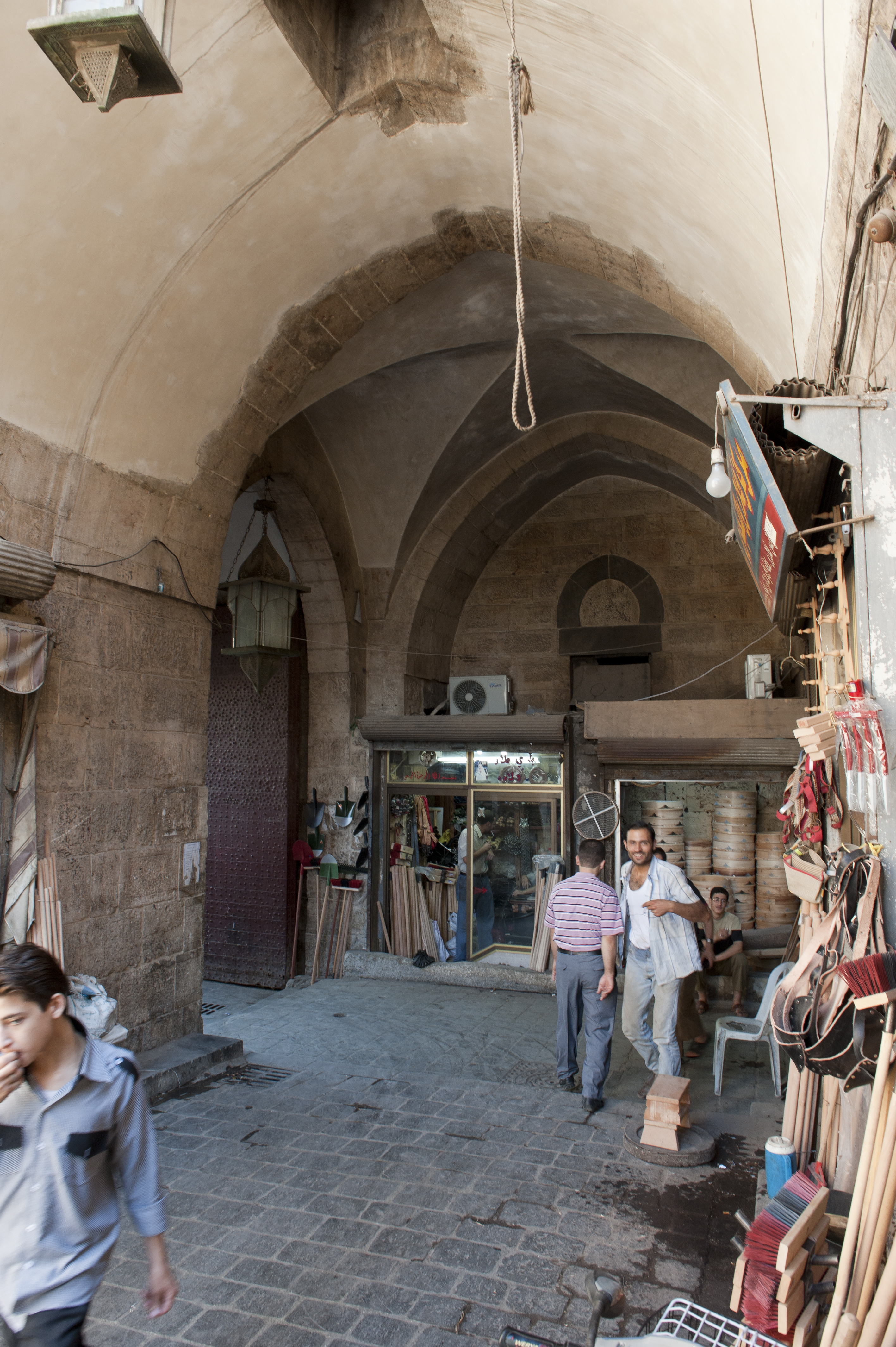
Внутри двухэтажного бастиона Баб аль-Хадид

Окружающие ворота кварталы являются одними из наиболее хорошо сохранившихся районов Старого города. Исторически эта местность была известна своими кузнецами, и по сей день в ней продолжают работать ремесленники, использующие традиционные методы обработки металла.
Ворота были повреждены в ходе боевых действий в период гражданской войны в Сирии. Их восстановление началось в сентябре 2020 года и завершилось в 2021 году.